# 手宮洞窟

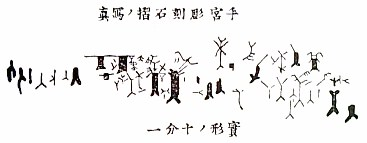
手宮洞窟のペトログリフ

手宮洞窟（てみやどうくつ）は、北海道小樽市手宮にある洞窟遺跡。
内部の壁面に刻まれた洞窟壁画で知られており、類似のものがロシア極東部や中国、朝鮮半島でも発見されているため、これらの地域の文明との相関説がある。
小樽市の西隣の余市町にあるフゴッペ洞窟との類似性も指摘される。
壁画には角のある人物や仮面をつけた人物、四足動物などが描かれており、かつては神代文字の一種として解読が試みられたこともあるが、現在ではシャーマニズム的性質をもった北東アジア由来の儀式の描写であるという説が有力である。

## 歴史
手宮洞窟の陰刻画はフゴッペ洞窟のものと同様に5世紀前後、続縄文時代中頃から後半にかけて刻印されたと考えられている。
1866年（慶応2年）、ニシン番屋の建築用材とする小樽軟石を探していた相模国小田原出身の石工・長兵衛により発見された。
1878年（明治11年）に榎本武揚が学会に紹介したことで世に知られるようになり、イギリスの地質学者ジョン・ミルンや開拓使、渡瀬荘三郎らによって次々と調査が行われた。。
1921年（大正10年）、日本国の史跡に指定された。
1949年（昭和24年）にはブロンズによる模刻と保存覆屋の整備、さらに1986年（昭和61年）から1995年（平成7年）にかけては保存修理作業が行われ、「手宮洞窟保存館」が完成した。

## 手宮洞窟保存館
小樽市総合博物館沿いの北海道道454号小樽海岸公園線の山側の崖に張り付くようにして建てられた施設。
館内にはディスプレイが設けられており、保存されている洞窟の一部を背景として立体的な映像を表示することで史跡の説明を行っている。
壁画はガラスによって見学場所と仕切られており、その前に設置されたパネルには壁面に刻まれた模様の実測図が描かれている。